# Adam Pålsson
Adam Gustav Justus Pålsson (sinh ngày 25/3/1988) là một nam diễn viên và nhạc sĩ người Thụy Điển. Anh đã làm việc tại Nhà hát kịch Hoàng gia ở Stockholm.
Pålsson được đào tạo tại Học viện Mime và diễn xuất quốc gia Thụy Điển trong Stockholm giữa năm 2008 và 2011. Vào năm 2012, anh đã có vở kịch của riêng mình  Frida är gravid!  Teater Galeasen. Anh cũng đã viết và thực hiện phiên bản  Hamlet  của riêng mình, lấy cảm hứng từ William Shakespeare và Heiner Müller tại Stockholms stadsteater vào năm 2010.
Pålsson có lẽ được biết đến nhiều nhất với vai trò trong phim truyền hình của Jonas Gardell có tựa Don't Ever Wipe Tears Without Gloves được phát trên Truyền hình Thụy Điển, và thủ vai chính trong Ted – För kärlekens skull, một biopic 2018 về ca sĩ/nhạc sĩ sáng tác Ted Gärdestad. Anh cũng đóng một vai quan trọng trong loạt thứ ba The Bridge.
Pålsson đã từng là ca sĩ chính của một nhóm indie rock, ÅR&DAR.